# (2837) Грибоедов
(2837) Грибоедов (лат. Griboedov) — типичный астероид главного пояса, открыт 13 октября 1971 года советским астрономом Людмилой Черных в Крымской астрофизической обсерватории и 13 июля 1984 года назван в честь русского писателя, поэта, дипломата, историка и композитора Александра Грибоедова.

## Обнаружение и именование
(2837) Грибоедов
Открыт 13 октября 1971 года в Научном Л. И. Черных.
Назван в память о русском драматическом писателе и дипломате Александре Сергеевиче Грибоедове (1795—1829). Его "Горе от ума", или "Горе уму", является одной из величайших комедий европейской литературы.
Оригинальный текст (англ.)2837 Griboedov
Discovered 1971-10-13 by Chernykh, L. at Nauchnyj.
Named in memory of Aleksandr Sergeevich Griboedov (1795—1829), Russian dramatic author and diplomat. His "Gore ot Uma", or "The Mischief of Being Clever", is one of the great comedies of European literature.
Источники: DISCOVERY.DB; M.P.C. 8913.

## Орбита

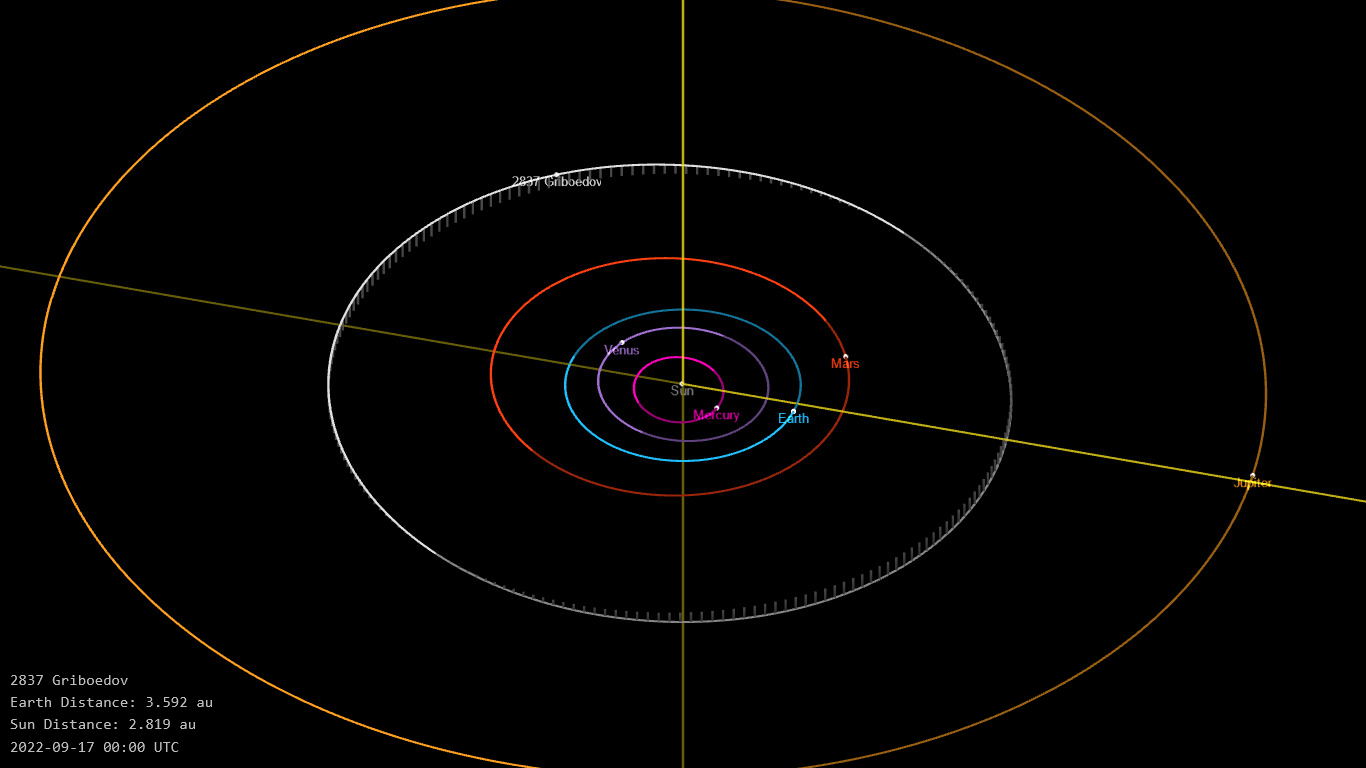
Орбита астероида Грибоедов и его положение в Солнечной системе

## Физические характеристики
Из наблюдений системы ATLAS следует, что астероид относится к таксономическому классу S.
По результатам наблюдений в видимом и ближнем инфракрасном диапазоне космического телескопа NEOWISE диаметр астероида оценивался равным 12,344±0,227 км. Согласно тем же источникам альбедо оценивается как 0,2014±0,0485 и 0,201±0,048.